# Горка-Хваловская
Горка-Хваловская — деревня в Хваловском сельском поселении Волховского района Ленинградской области.

## История
Первая деревянная церковь Святого Николая, центр Никольского Сясьского погоста Заонежской половины, была построена здесь до 1582 года.
В 1627 году, после разорения шведами, на её месте была возведена новая деревянная церковь с пятью главами. В 1673 году она была расширена приделом в честь Рождества Пресвятой Богородицы.
Деревня Горка упоминается на карте Санкт-Петербургской губернии А. М. Вильбрехта 1792 года.
В 1825 году была освящена каменная церковь Пресвятой Троицы, построенная осташковским купцом Михаилом Гречниковым по проекту новгородского епархиального архитектора А. Макушева.
В 1827 году Никольская церковь была переосвящена во имя Казанской иконы Божией Матери с Введенским приделом. Она перестраивалась в 1796, 1827 и 1853—1854 годах.
На карте Санкт-Петербургской губернии Ф. Ф. Шуберта 1834 года обозначена деревня Горка и расположенный смежно с ней Погост Никольской.

ГОРКА — усадище принадлежит коллежскому советнику Теглеву, число жителей по ревизии: 9 м. п., 12 ж. п. (1838 год)

На карте Ф. Ф. Шуберта 1844 года отмечен только погост Никольской.

ГОРКА — усадище госпожи Петровой, по просёлочной дороге, число дворов — 6, число душ — 12 м. п. (1856 год)

ГОРКА — деревня казённая при реке Сяси, число дворов — 8, число жителей: 16 м. п., 16 ж. п.

НИКОЛЬСКИЙ — погост при реке Сяси, число дворов — 3, число жителей: 16 м. п., 9 ж. п.

Церквей православных две. Часовня. (1862 год)

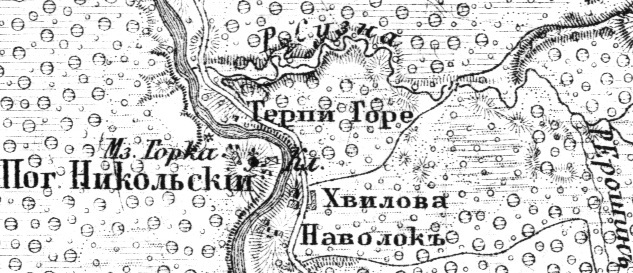
Мыза Горка и Никольский погост на карте 1872 года

Согласно карте Ф. Ф. Шуберта 1872 года на мызе Горка находилась водяная мельница, а на Никольском погосте — почта, кладбище и церковь.
Согласно епархиальным сведениям 1899 года деревня относилась к приходу церкви Святой Троицы (ранее Казанская (Николаевская)) Никольско-Сясьского погоста в селе Хвалово.
В конце XIX — начале XX века деревня административно относилась к Хваловской волости 2-го стана Новоладожского уезда Санкт-Петербургской губернии.
По данным «Памятной книжки Санкт-Петербургской губернии» за 1905 год деревня Горка входила в Теребунское сельское общество.
Согласно военно-топографической карте Петроградской и Новгородской губерний издания 1915 года на месте современной деревни находились: мыза Горка, Никольский погост и кладбище.
С 1917 по 1923 год деревня Никольская Горка входила в состав Хваловской волости Новоладожского уезда.
С 1923 года в составе Наволоцкого сельсовета Колчановской волости Волховского уезда.
С 1927 года в составе Волховского района.
В 1928 году население деревни составляло 111 человек.
В 1922—1930 годах была утрачена церковь Казанской иконы Божией Матери на Никольском Сясьском погосте.
Согласно карте Ленинградской области Северо-западного аэрогеодезического треста ГГУ издания 1932 года деревня называлась Никольская Горка и насчитывала 10 крестьянских дворов. В деревне находилась церковь.
По данным 1933 года в состав Наволоцкого сельсовета Волховского района входили Никольский погост и деревня Никольская Гора.
18 апреля 1941 года Никольская церковь была закрыта и в дальнейшем разрушена.
С 1 марта 1946 года деревня Никольская Горка учитывается областными административными данными как деревня Горка в составе Наволоцкого сельсовета Новоладожского района.
С 1954 года в составе Хваловского сельсовета.
В 1958 году население деревни составляло 63 человека.
С 1963 года вновь в составе Волховского района.
По данным 1966 и 1973 годов деревня Горка входила в состав Хваловского сельсовета.
По данным 1990 года деревня называлась Горка (Хваловская) и также входила в состав Хваловского сельсовета.
В 1997 году в деревне Горка (Хваловская) Хваловской волости проживали 29 человек, в 2002 году — 36 человек (русские — 94 %).
В 2007 году в деревне Горка-Хваловская Хваловского СП — вновь 29 человек.

## География
Деревня расположена в юго-восточной части района на автодороге 41К-372 (Дудачкино — Сырецкое).
Расстояние до административного центра поселения — 0,5 км.
Расстояние до ближайшей железнодорожной станции Колчаново — 15 км.
Деревня находится на левом берегу реки Сясь.

## Демография
| 1838 | 1862 | 1997 | 2007 | 2010 | 2017 |
| ---- | ---- | ---- | ---- | ---- | ---- |
| 21   | ↗57  | ↘29  | →29  | →29  | ↗37  |

### Национальный состав
Согласно данным Всероссийской переписи населения 2021 года в деревне проживали 25 человек, из них:
 русские — 23, молдаване — 1, поляки — 1 человек.

## Достопримечательности
- Деревянная часовня. Годы постройки 1922—1930. Освящена в честь Казанской иконы Божией Матери. Выявленный объект культурного наследия регионального значения[26].
- Церковь Троицы Живоначальной, каменная. Годы постройки между 1822 и 1825. Архитектор А. Макушев. Действующая[27].